# همای و همایون
همای و همایون منظومه‌ای عاشقانه از خواجوی کرمانی است که به عشقِ همای، شاهزادهٔ شام (پسر منوشنگ)، به همایون، دختر فغفور چین، می‌پردازد.

## تصحیح
این منظومه اولین با بیش از پنجاه سال پیش، توسط کمال عینی تصحیح انتقادی شد. این تصحیح بر اساس نسخه‌ای است که در سال ۷۵۰ یعنی سه سال پیش از وفات خواجوی کرمانی کتابت شده است.

## اقتباس
سال‌ها بعد منظومهٔ سام‌نامه از سوی گوینده‌ای ناشناس با تبدیل و تغییر و حذف اسامی و افزودن افسانه‌هایی پدید آمده است.